# Technicolor Animation Productions
 (août 2020).
Technicolor Animation Productions (T.A.P) est spécialisée dans la production de séries d’animation au sein du groupe Technicolor.

## Histoire
Le 25 février 2015, Technicolor SA a acquis OuiDo ! Productions et renomma le studio en "Technicolor Animation Productions. Après l'achat de Technicolor SA, les œuvres OuiDo ! ont été créditées rétroactivement avec le nouveau nom et logo de l'entreprise, remplaçant le logo OuiDo !. 
Dirigée par Sandrine Nguyen et Boris Hertzog, Technicolor Animation Productions (T.A.P) est spécialisée dans la production de séries d’animation au sein du groupe Technicolor.  
L'entreprise porte à l’écran Alvinnn !!! & the Chipmunks (260 x 11’) pour M6 & Nickelodeon (États-Unis) coproduit par Bagdasarian Productions ; Sonic Boom pour Gulli, Canal J et CN (États-Unis) coproduit par SEGA ; Mini Loup pour France Télévision, et Les Légendaires, une adaptation de la célèbre bande dessinée publiée aux Éditions Delcourt, pour TF1. 
En 2017, Technicolor Animation Productions a annoncé Team DroniX',, une création en coproduction avec France TV et Gloob au Brésil.

## Séries produites

### En tant que OuiDo!/Technicolor Animation Productions
- Alvin et les Chipmunks (Alvinnn!!! and the Chipmunks) (avec Bagdasarian Productions)
- Mini-Loup (Mini-Wolf)
- Les Légendaires (The Legendaries)
- La Tribu Monchhichi (Monchhichi Tribe)
- Sonic Boom (Sonic Boom)
- Team DroniX (Team DroniX) (co-production avec France Télévisions et Brazil's channel Gloob)
- Gus, le chevalier minus[4]